# Liste der Kulturdenkmale in Ditzingen
Die Liste der Kulturdenkmale in Ditzingen verzeichnet die als unbewegliche Bau- und Kunstdenkmale anerkannten Kulturdenkmale der baden-württembergischen Stadt Ditzingen.

## Kulturdenkmale nach Ortsteilen

### Ditzingen
| Bild | Bezeichnung                                                         | Lage                                        | Datierung                                        | Beschreibung | ID |
| ---- | ------------------------------------------------------------------- | ------------------------------------------- | ------------------------------------------------ | --- | -- |
|      | Historische Grenzsteine                                             | Ditzingen                                   |                                                  | Historische Grenzsteine der Gemarkungsgrenzen sowie alle innerhalb dieser liegenden Grenzverläufe verschiedener Rechtsverhältnisse (Sachgesamtheit). Geschützt nach § 2 DSchG |    |
|      | Hofanlage „Auf dem Laien“ (Dreigiebelhaus)                          | Ditzingen, Am Laien 2 und 3                 | Bezeichnet 1715                                  | Hofanlage aus zwei giebelständigen gestelzten Wohnstallhäusern und einer mittleren, überbauten und giebelbekrönte Tordurchfahrt. Die Fassade zum Laien zeigt Schmuckfachwerk. Beide Häuser haben Rundbogen-Kellertore. Hauseingang mit Ohrenumrahmung, Oberlicht und aufgedoppelter Rautentür. Das Anwesen wird nach Umbau als Stadtbibliothek und für Veranstaltungen genutzt. Geschützt nach § 2 DSchG                        |    |
|      | Ehemaliges Schulhaus                                                | Ditzingen, Am Laien 4                       | 1759, 1820 vergrößert                            | Staatlicher Fachwerkbau mit Walmdach. Nach Umzug der Schule in die Karls- und Wilhelmschule wurde das Gebäude durch die Verwaltung mitgenutzt und beherbergt heute noch einen Teil der Stadtverwaltung. Im Zuge der Umnutzung wurde das Innere weitgehend entkernt und neu gestaltet. Ein Verbindungsgang aus den 1950er Jahren verbindet das Gebäude mit dem benachbarten Alten Rathaus (Am Laien 5). Geschützt nach § 2 DSchG |    |
|      | Altes Rathaus                                                       | Ditzingen, Am Laien 5                       | 1738. Veränderungen 1829 und 1934                | Fachwerkbau in Eck- und Hanglage mit kleinem Dachreiter. Das Haus dient jetzt als Stadtmuseum. Geschützt nach § 2 DSchG |    |
|      | Konstanzer Kirche                                                   | Ditzingen, Am Laien 6                       | 1478                                             | Evangelische Pfarrkirche, ehem. Wehrkirche mit Chorseitenturmanlage. Errichtet 1478, mit Ausstattung, überdachter Doppelaufgang zur Empore, Beinhaus unter der Sakristei Geschützt nach § 28 DSchG |    |
|      | Wohnhaus einer Hofanlage                                            | Ditzingen, Autenstraße 20                   | 17./18. Jahrhundert                              | Staatliches Wohnhaus mit Schmuckfachwerk. Die zugehörige Scheuer (Autenstraße 20a) und andere Nebengebäude wurden im Zuge der Ortskernsanierung 1981 abgebrochen. Geschützt nach § 2 DSchG |    |
|      | Schlossmühle                                                        | Ditzingen, Bauernstraße 22                  |                                                  | Fachwerkkomplex mit Wohn- und Mühlengebäude, geschützt als Sachgesamtheit. Geschützt nach § 2 DSchG |    |
|      | Friedhofskirche St. Margaretha und St. Lambert (Speyrer Kirche)     | Ditzingen, Glemsstraße 25                   | 1477                                             | Ehem. Pfarrkirche des östlich der Glems in der Diözese Speyer gelegenen Ortsteile, nach der Reformation in eine Friedhofskirche umgewandelt. Spätes Beispiel einer Chorturmkirche Geschützt nach § 28 DSchG |    |
|      | Katholische Pfarrkirche St. Maria Königin des Heiligen Rosenkranzes | Ditzingen, Hinter dem Schloss 17 (Karte)    | 1965                                             | Errichtet nach Plänen des Architekten Franz Brümmendorf Geschützt nach § 2 DSchG |    |
|      | Ehemalige Villa des Ziegeleibesitzers                               | Ditzingen, Hirschlander Straße 14 (Karte)   | um 1910                                          | Barockisierender Putzbau mit Mansard-Walmdach und Türmchen, geschweiftem Zwerchdach und Halbrunderker Geschützt nach § 2 DSchG |    |
|      | Ehemaliger Gasthof zum Adler                                        | Ditzingen, Leonberger Straße 10 (Karte)     | Im Kern aus dem 17. Jahrhundert                  | Giebelständiger Fachwerkbau, modern verkleidet und verputzt. Geschützt nach § 2 DSchG |    |
|      | Wohnhaus eines ehemaligen Gehöfts                                   | Ditzingen, Leonberger Straße 12 (Karte)     | 16./17. Jahrhundert                              | Zweigeschossiges giebelständiges verputztes Fachwerkhaus mit Rundbogeneingang; Fachwerkscheuer aus dem 18./19. Jahrhundert Geschützt nach § 2 DSchG |    |
|      | Ehemaliges Gasthaus zur Krone                                       | Ditzingen, Marktstraße 19 (Karte)           | 17./18. Jahrhundert                              | Giebelständiger verputzter Fachwerkbau mit Segmentbogen-Kellertor; 17./18. Jahrhundert mit nachträglichen Veränderungen Geschützt nach § 2 DSchG | BW |
|      | Ehemaliges Gasthaus zum Lamm                                        | Ditzingen, Marktstraße 21 (Karte)           | 18. Jahrhundert                                  | Traufständiger Putzbau mit teilweise freiliegendem Fachwerk. Große Rundbogendurchfahrt. Geschützt nach § 2 DSchG |    |
|      | Hofanlage                                                           | Ditzingen, Mittlere Straße 2, 2/1, 2/2, 2/3 | 17./18. Jahrhundert                              | Langgestrecktes Fachwerkwohnhaus in Eck-/Hanglage, teilweise verputzt. Nr. 2/1: traufständiges verputztes Fachwerkwohnhaus. Nr. 2/2, 2/3: Staatliche Fachwerkscheuer mit niedrigen Anbau (geschützt als Sachgesamtheit). Das Ensemble wird teilweise als Gastronomiebetrieb genutzt. Geschützt nach § 2 DSchG |    |
|      | Doppelwohnhaus (wohl ehemaliger Fruchtkasten)                       | Ditzingen, Mittlere Straße 17/1, 17/2       | Im Kern aus dem 16. Jahrhundert, bezeichnet 1790 | Traufständiges, teilweise verputztes Fachwerkhaus mit Krüppelwalmdach und klassizistischen Türrahmungen Geschützt nach § 2 DSchG |    |
|      | Gasthaus zur Linde                                                  | Ditzingen, Münchinger Straße 1              | 17. Jahrhundert, mit modernen Veränderungen      | Verputzter Fachwerkbau in Ecklage, profilierte Schwellen. Geschützt nach § 2 DSchG |    |
|      | Schloss Ditzingen                                                   | Ditzingen, Münchinger Straße 5              | 15./16. Jahrhundert mit späteren Veränderungen   | Ehemaliges Wasserschloss (Doppelflügelanlage). Haupthaus: Putzbau mit Krüppelwalmdach, im Hof ein ehemaliges Waschhaus mit Walmdach; Mauer um den ehemaligen Schlosspark (geschützt als Sachgesamtheit) Geschützt nach § 28 DSchG |    |
|      | Zehntscheuer des Hirsauer Pfleghofs                                 | Ditzingen, Stegstraße 4                     | Bezeichnet 1739, im Kern älter                   | Massiver Putzbau mit Fachwerkgiebel und Eckquaderung. Rundbogen-Kellertor. 2009 zum Wohngebäude umgebaut. Geschützt nach § 2 DSchG |    |
|      | Empfangsgebäude des Ditzinger Bahnhofs                              | Ditzingen, Stuttgarter Straße 39            | 1868                                             | Traufständiger Quaderbau in klassizistischen Formen mit Attikageschoss, Sandstein-Tür- und -Fensterrahmungen Geschützt nach § 2 DSchG |    |

### Heimerdingen
| Bild | Bezeichnung                                  | Lage                                        | Datierung                      | Beschreibung | ID |
| ---- | -------------------------------------------- | ------------------------------------------- | ------------------------------ | --- | -- |
|      | Ehemaliges Gesindehaus der abgegangenen Burg | Heimerdingen, Burghof 1, 1/1 (Karte)        | 16. Jahrhundert                | Fachwerkhaus in Ecklage mit verzierten Konsolen Geschützt nach § 2 DSchG | BW |
|      | Evangelisches Pfarrhaus                      | Heimerdingen, Burghof 3, 3/1 (Karte)        | 1734                           | Stattlicher traufständiger Massivbau mit Fachwerkgiebel, Krüppelwalmdach und mittelachsigem Zwerchhaus. Rundbogen-Kellereingang. Remise. Erbaut 1743 durch Johann Christoph David von Leger. Im frühen 20. Jahrhundert umgebaut. Geschützt nach § 2 DSchG                                                                     | BW |
|      | Ehemaliges ev. Gemeindehaus                  | Heimerdingen, Burghof 5 (Karte)             | 1907                           | Eingeschossiger Massivbau mit Mansardwalmdach und Eingangsarkade in Ecklage. Biedermeierliche Putzverzierungen Geschützt nach § 2 DSchG |    |
|      | Wohnstallhaus                                | Heimerdingen, Burghof 6 (Karte)             | Anfang 19. Jahrhundert         | Gestelzter traufständiger Fachwerkbau mit hohem massivem Erdgeschoss und Rundbogen-Kellertor Geschützt nach § 2 DSchG | BW |
|      | Empfangsgebäude des Bahnhofs Heimerdingen    | Heimerdingen, Feuerbacher Straße 36 (Karte) | Um 1905                        | Gebäude aus Buckelquadern mit verputzter Fachwerk-Dachzone und Krüppelwalmdach. Geschützt nach § 2 DSchG |    |
|      | Ehem. Forstamtsgebäude                       | Heimerdingen, Gutenbergstraße 4 (Karte)     | 1928                           | Zweigeschossiger Putzbau auf rechteckigem Grundris unter Walmdach, im Osten mit Garagenanbau Geschützt nach § 2 DSchG |    |
|      | Doppelwohnhaus                               | Heimerdingen, Hausgasse 16, 16/1 (Karte)    | Bezeichnet 1716                | Giebelständiges verputztes Fachwerkhaus Geschützt nach § 2 DSchG | BW |
|      | Wohnhaus                                     | Heimerdingen, Hindenburgstraße 1 (Karte)    | Zweite Hälfte 17. Jahrhunderts | Giebelständiger verputzter Fachwerkbau mit etwas jüngerer Scheune über Gewölbekeller Geschützt nach § 2 DSchG | BW |
|      | Gestelztes Wohnstallhaus                     | Heimerdingen, Hindenburgstraße 2 (Karte)    | Anfang 19. Jahrhunderts        | Fachwerkbau mit hohen massivem Erdgeschoss in Ecklage. Klassizistische Stein-Türrahmen. Vermauerter Rundbogen-Kellereingang. Geschützt nach § 2 DSchG | BW |
|      | Hakengehöft                                  | Heimerdingen, Hindenburgstraße 3 (Karte)    | 19. Jahrhundert                | Fachwerkbau in Ecklage mit hohem massivem Erdgeschoss. An Scheune Holzlaube und Krüppelwalmdach. Klassizistische Stein-Türrahmen. Geschützt nach § 2 DSchG | BW |
|      | Ehemalige Volksschule (Verwaltungsstelle)    | Heimerdingen, Hindenburgstraße 4 (Karte)    | 1856                           | Stattlicher traufständiger Putzbau mit mittelachsigem Zwerchhaus. Ursprünglich als Volksschulgebäude erbaut, ab 1965 Rathaus, 1971 Verwaltungsstelle der Stadt Ditzingen Geschützt nach § 2 DSchG | BW |
|      | Wohnhaus                                     | Heimerdingen, Hindenburgstraße 12 (Karte)   | 17. Jahrhundert                | Eingeschossiger verputzter Fachwerkbau in Ecklage Geschützt nach § 2 DSchG |    |
|      | Friedhofsmauer und Kriegerdenkmal            | Heimerdingen, Hochdorfer Straße (Karte)     | Um 1920                        | Friedhofsmauer bei der Pfarrkirche St. Peter und Paul und Kriegerdenkmal des Ersten Weltkriegs (dreiteilige Steintafel mit Inschrift, getrennt durch Reliefkandelaber) Geschützt nach § 2 DSchG | BW |
|      | Ehemaliges Gasthaus zum Adler                | Heimerdingen, Hochdorfer Straße 1 (Karte)   | Bezeichnet 1738                | Giebelständiger Fachwerkbau mit traufständigem Anbau mit Rundbogentor. Hohes massives Erdgeschoss, Rundbogen-Kellertor in der Einfahrt. Geschützt nach § 2 DSchG |    |
|      | Wohnstallhaus eines ehemaligen Streckgehöfts | Heimerdingen, Hochdorfer Straße 2 (Karte)   | Bezeichnet 1818                | Fachwerkbau in Ecklage mit hohem Massiv-Erdgeschoss, profiliertem Stein-Türgewände und Rundbogenkellertor Geschützt nach § 2 DSchG | BW |
|      | Evangelische Pfarrkirche St. Peter und Paul  | Heimerdingen, Hochdorfer Straße 3 (Karte)   | 1777                           | Rechteckiger klassizistischer Saalbau ohne Chor, errichtet 1777 von Wilhelm F. Götz. Ins Achteck überführter Ostturm mit kupfergedeckter Welscher Haube Geschützt nach § 2 DSchG |    |
|      | Wohnhaus                                     | Heimerdingen, Karlstraße 3                  | 17. Jahrhundert                | Giebelständiges verputztes Fachwerkhaus Geschützt nach § 2 DSchG |    |
|      | Wohnhaus                                     | Heimerdingen, Mittlere Gasse 1              | 17./18. Jahrhundert            | Verputztes Fachwerkhaus in Ecklage Geschützt nach § 2 DSchG |    |
|      | Wohnhaus                                     | Heimerdingen, Mittlere Gasse 5              | 17. Jahrhundert                | Eingeschossiger Fachwerkbau in Ecklage Geschützt nach § 2 DSchG |    |
|      | Wohnhaus                                     | Heimerdingen, Neue Straße 1                 | 17. Jahrhundert                | Teilweise verputztes Fachwerkhaus in Ecklage Geschützt nach § 2 DSchG |    |
|      | Ehemaliges Gasthaus zum Ochsen               | Heimerdingen, Rutesheimer Straße 8 (Karte)  | Bezeichnet 1601 und 1757       | Staatlicher Fachwerkbau in Ecklage, Steinkonsolen über Massiv-Erdgeschoss; eingemauertes Metzgerrelief (1757) Geschützt nach § 2 DSchG |    |
|      | Gehöft                                       | Heimerdingen, Rutesheimer Straße 9 (Karte)  | 17./18. Jahrhundert            | Dreiseitige Anlage, bestehend aus einem zweigeschossigen verputzten Fachwerk-Wohnhaus in Ecklage (17./18. Jahrhundert) mit steinernem Rundbogen-Türgewände mit Porträtmedaillons, aufgedoppelter Rautentür, Rundbogen-Kellereingang und Stützpfeiler sowie Stallgebäude (1886) und Scheune (um 1800) Geschützt nach § 2 DSchG |    |
|      | Gestelztes Wohnstallhaus                     | Heimerdingen, Rutesheimer Straße 10 (Karte) | 1833                           | Teil eines ehemaligen Gehöfts. Massivbau mit Fachwerkgiebel Geschützt nach § 2 DSchG | BW |
|      | Scheune                                      | Heimerdingen, Schafhof 2/1                  | Bezeichnet 1633                | Fachwerkscheune mit Rundbogen-Kellereingang (bezeichnet 1554) Geschützt nach § 2 DSchG |    |
|      | Wohnhaus                                     | Heimerdingen, Schafhof 6, 6/1               | 17./18. Jahrhundert            | Fachwerk-Einhaus in Ecklage Geschützt nach § 2 DSchG |    |
|      | Ehemaliger Schafstall                        | Heimerdingen, Schafhof 8                    | 17. Jahrhundert                | Traufständiger Fachwerkbau mit Krüppelwalmdach und Rundbogen-Kellertor, 17. Jahrhundert Geschützt nach § 2 DSchG |    |
|      | Gestelztes Wohnstallhaus                     | Heimerdingen, Schafhof 10                   | Bezeichnet 1804                | Fachwerkhaus in Ecklage mit Massiv-Erdgeschoss und geohrtem, steinernem Türrahmen. Giebel modern verkleidet Geschützt nach § 2 DSchG |    |
|      | Gestelztes Wohnstallhaus                     | Heimerdingen, Stiegelgasse 14               | 19. Jahrhundert                | Giebelständiger Fachwerkbau Geschützt nach § 2 DSchG |    |
|      | Gestelztes Wohnstallhaus                     | Heimerdingen, Vordere Gasse 1               | 18./19. Jahrhundert            | Giebelständiger Backsteinbau mit Fachwerkgiebel Geschützt nach § 2 DSchG |    |
|      | Backhaus                                     | Heimerdingen, Vordere Gasse 4               | Mitte 19. Jahrhundert          | Giebelständiger kleiner Massivbau Geschützt nach § 2 DSchG |    |
|      | Gehöft                                       | Heimerdingen, Vordere Gasse 6               | Bezeichnet 1716                | Giebelständiges Wohnhaus, Fachwerk mit verputzter Giebelseite. Traufständige, zurückgesetzte Fachwerkscheuer Geschützt nach § 2 DSchG |    |
|      | Wohnhaus                                     | Heimerdingen, Vordere Gasse 10              | Bezeichnet 1793 und 1808       | Fachwerkhaus in Ecklage, mit Rundbogen-Kellereingang Geschützt nach § 2 DSchG |    |

### Hirschlanden
| Bild           | Bezeichnung                        | Lage                                         | Datierung                                               | Beschreibung | ID |
| -------------- | ---------------------------------- | -------------------------------------------- | ------------------------------------------------------- | --- | -- |
|                | Ehem. Hofanlage                    | Hirschlanden, Ditzinger Straße 1, 3 (Karte)  | um 1900                                                 | Wohnhaus, Massivbau in Ecklage mit Mansarddach und verputztem Fachwerkgiebel, giebelgekröntem Risalit. Traufständige Fachwerkscheuer mit Rundbogen-Kellereingang und zweigeschossigem Zwerchhaus. Geschützt nach § 2 DSchG                                            |    |
|                | Scheune                            | Hirschlanden, Heimerdinger Straße 5          | Bezeichnet 1585 und 1861                                | Geschützt nach § 2 DSchG |    |
| Weitere Bilder | Ev. Pfarrkirche St. Oswald         | Hirschlanden, Heimerdinger Straße 9 (Karte)  | Turm 13. Jahrhundert, Chorwölbung um 1488               | Ev. Pfarrkirche, ehemalige Wehrkirche, Chorturmkirche. Langhaus von Johann Christian David Leger. Westliche Mauer des ehem. Wehrfriedhofs mit eingemauertem Inschriftenstein. Geschützt nach § 2 DSchG                                                                |    |
| Weitere Bilder | Ehemaliges ev. Pfarrhaus           | Hirschlanden, Heimerdinger Straße 13 (Karte) | Bezeichnet 1483, 1823 renoviert                         | Traufständiger Fachwerkbau mit Stein-Stabwerk-Türrahmung. In Verbund mit der erneuerten Kirchhofmauer. Geschützt nach § 2 DSchG |    |
|                | Wohnhaus einer Hofanlage           | Hirschlanden, Raiffeisenstraße 1             | Bezeichnet 1796                                         | Giebelständiger verputzter Fachwerkbau mit Segmentbogen-Türrahmen und Rundbogen-Kellertor, Geschützt nach § 2 DSchG |    |
|                | Hofanlage                          | Hirschlanden, Raiffeisenstraße 2 (Karte)     | Wohnhaus bezeichnet 1812; Wohnstallhaus bezeichnet 1770 | Ehemaliges Wohnhaus, jetzt Filiale der Volksbank Ludwigsburg (1812), Putzbau mit Fachwerkgiebel in Ecklage; gestelztes Wohnstallhaus (bezeichnet 1760), traufständiger Fachwerkbau mit verzierten Steinkonsolen und Rundbogen-Kellereingang. Geschützt nach § 2 DSchG |    |
|                | „Polenhäusle“                      | Hirschlanden, Raiffeisenstraße 2/2           |                                                         | Fachwerkbau mit verzierten Steinkonsolen und Rundbogen-Kellereingang Geschützt nach § 2 DSchG |    |
|                | Scheuer                            | Hirschlanden, Raiffeisenstraße 6/1           | Bezeichnet 1862                                         | Giebelständiger Quaderbau mit Krüppelwalmdach und Rundbogen-Kellertor. Geschützt nach § 2 DSchG |    |
|                | Hofanlage mit Wohnhaus und Scheuer | Hirschlanden, Raiffeisenstraße 7             | Wohnhaus bezeichnet 1786                                | Giebelständiger verputzter Fachwerkbau mit Rundbogen-Kellertor. Giebelständige Fachwerkscheuer aus dem 18. Jahrhundert mit Krüppelwalmdach Geschützt nach § 2 DSchG                                                                                                   |    |
|                | Wirtshausausleger                  | Hirschlanden, Talstraße 3 (Karte)            |                                                         | Schmiedeeiserner Wirtshausausleger des Gasthauses „zum Adler“ Geschützt nach § 2 DSchG |    |

### Schöckingen
| Bild | Bezeichnung                            | Lage                                                                               | Datierung                                       | Beschreibung | ID |
| ---- | -------------------------------------- | ---------------------------------------------------------------------------------- | ----------------------------------------------- | --- | -- |
|      | Pumpbrunnen                            | Schöckingen, Hintere Straße (vor Nr. 8)                                            | 19. Jahrhundert                                 | Gusseiserner Pumpbrunnen in einfacher Ausführung Geschützt nach § 2 DSchG |    |
|      | Pumpbrunnen                            | Schöckingen, Ludwigsburger Straße/Ecke Schlossgartenstraße                         | 19. Jahrhundert                                 | Gusseiserner Pumpbrunnen mit Absatzstein Geschützt nach § 2 DSchG |    |
|      | Pumpbrunnen                            | Schöckingen, Ritterstraße/Ecke Waldstraße                                          | 19. Jahrhundert                                 | Gusseiserner Pumpbrunnen mit Absatzstein Geschützt nach § 2 DSchG |    |
|      | Wohnhaus                               | Schöckingen, Ritterstraße 1                                                        | Bezeichnet 1838                                 | Verputzter Fachwerkbau mit Haustüreinfassung und Rundbogen-Kellereingang Geschützt nach § 2 DSchG |    |
|      | Türgewände                             | Schöckingen, Ritterstraße 4                                                        | 1825                                            | Türgewände mit Keilstein und Handwerkerzeichen an Wohnhaus Geschützt nach § 2 DSchG |    |
|      | Wohnhaus                               | Schöckingen, Ritterstraße 12, 12/1                                                 | 17./19. Jahrhundert                             | Giebelständiges Fachwerkwohnhaus aus dem 17. Jahrhundert, im 19. Jahrhundert erneuert. Profilierte Schwellen am Giebel (bezeichnet 1825). Scheune des 18. Jahrhunderts. Verbindungsbau mit Kleintierstall (geschützt als Sachgesamtheit) Geschützt nach § 2 DSchG |    |
|      | Hinteres Schloss (sog. "Großes Haus")  | Schöckingen, Schillerstraße 9                                                      | Bezeichnet 1754                                 | Dreigeschossiger Putzbau in Ecklage mit Eckquaderung und Rundbogen-Kellereingang, Rundbogen-Portal mit reicher Profilrahmung und Wappentafel als Keilstein Geschützt nach § 28 DSchG |    |
|      | Schloss Schöckingen                    | Schöckingen, Schlossstraße 1, 1/1, 1/2, 1/3, 1/4, 1/5, 1/6, 1/7, Schillerstraße 12 | 16. Jahrhundert                                 | Fachwerktorturm mit Krüppelwalmdach (16. Jahrhundert). – Schlossstraße 1: Sog. Neues Schloss, Putzbau mit Walmdach und Polygon-Standerker (bezeichnet 1566), Veränderungen im 18. und 19. Jahrhundert. – Schlossstraße 1/2, 1/7 (ehem. 1/1a): Wirtschaftsgebäude, teilweise aus Fachwerk. – Schlossstraße 1/3 und 1/4: Ehemalige Kelter (Massivbau mit Schweifgiebel, bezeichnet 1570). – Schlossstraße 1/5 (ehem. 1a): Putzbau mit Krüppelwalmdach aus dem 18./19. Jahrhundert. – Schillerstraße 12: Neue Scheuer/Zehntscheuer (traufständige Quader-/Fachwerkscheuer mit Wappentafel, bezeichnet Wilhelm von Gaisberg, 1855). – Gusseiserner Pumpbrunnen aus dem 19. Jahrhundert (§ 2), Garten, Graben und Einfriedung. Geschützt als Sachgesamtheit. Geschützt nach § 28 DSchG |    |
|      | Ehemaliger Freihof                     | Schöckingen, Schlossstraße 5 und 7                                                 | 17. Jahrhundert                                 | Giebelständiges verputztes Fachwerkwohnhaus, Rückseite freiliegend. Rundbogeneingänge, reich profilierte Haustürumrahmung mit Rautenreliefs Geschützt nach § 2 DSchG |    |
|      | Ehemaliger Widdumhof                   | Schöckingen, Schlossstraße 8, 10, 10/1, 12, 12/1                                   | 17./18. Jahrhundert                             | Traufständiges Fachwerk-Wohnhaus mit hohem Massiv-Erdgeschoss, Rundbogendurchfahrt mit Fußgängerpforte aus dem 18. Jahrhundert. Große Bruchsteinscheune auf der Rückseite des Hofs, Umfassungswände mittelalterlich mit Schießscharten, Krüppelwalmdach und Rundbogentore Geschützt nach § 2 DSchG |    |
|      | Ehemaliges Schulhaus/Rathaus           | Schöckingen, Schlossstraße 14 (Karte)                                              | Bezeichnet 1788, 1856, 1927                     | Giebelständiger Fachwerkbau mit hohem massiv-Erdgeschoss und Dachreiter, Segment- und Rundbogen-Eingänge Geschützt nach § 28 DSchG |    |
|      | Gestelztes Wohnstallhaus               | Schöckingen, Schlossstraße 16                                                      | 18. Jahrhundert                                 | Modern verkleidetes Fachwerkhaus, Erdgeschoss mit Eckquaderung, Rundbogen-Kellertor, Hauszeichen auf Keilsteinen Geschützt nach § 2 DSchG |    |
|      | Gestelztes Wohnstallhaus               | Schöckingen, Schlossstraße 19                                                      | 18. Jahrhundert                                 | Modern verkleidetes Fachwerkhaus. Erdgeschoss mit Eckquaderung, Rundbogen-Kellertor, Hauszeichen auf Keilsteinen Geschützt nach § 2 DSchG |    |
|      | Ehemalige Nippenburgische Hofanlage    | Schöckingen, Schlossstraße 20                                                      | 17./18. Jahrhundert                             | Giebelständiges Wohnhaus mit niedrigem Massivsockel. Über dem Erdgeschoss Inschrift und zwei Reliefs in der Art von Drachen |    |
|      | Ehemaliges evangelisches Pfarrhaus     | Schöckingen, Schlossstraße 22                                                      | Bezeichnet 1594                                 | Stattlicher Fachwerkbau mit weit vorkragendem Erker, Erdgeschoss mit Eckquaderung und reich verzierter Türumrahmung. Erbaut von Jeremias Schwarz Geschützt nach § 28 DSchG |    |
|      | Evangelische Pfarrkirche St. Mauritius | Schöckingen, Schlossstraße 23                                                      | 13. Jahrhundert, Veränderungen 1679, 1826, 1925 | Einschiffiger Bau mit Chorseitenturm, Ausstattung. Zugehörig zwei Epitaphe des 18. Jahrhunderts auf dem Kirchhof. Geschützt nach § 28 DSchG |    |
|      | Handwerkerhaus                         | Schöckingen, Schlossstraße 24                                                      | 17./18. Jahrhundert                             | Giebelständiges Fachwerkhaus mit überdachtem zweiläufigem Treppenaufgang Geschützt nach § 2 DSchG |    |
|      | Schafhaus                              | Schöckingen, Schlossstraße 30                                                      | 17. Jahrhundert                                 | Giebelständiger Zierfachwerkbau Geschützt nach § 2 DSchG |    |
|      | Wirtshausausleger                      | Schöckingen, Schlossstraße 37                                                      | Wohl Anfang 20. Jahrhundert                     | Wirtshausausleger mit Adler des gleichnamigen Gasthauses Geschützt nach § 2 DSchG |    |
|      | Kleindenkmäler an der Talmühle         | Schöckingen, Talmühle                                                              | Bezeichnet 1816, 1854                           | Keilsteine mit Pferd, Mühlrad, Garbenbündel, Wappen am Mühlengebäude (bezeichnet 1816); Inschrifttafeln mit Müllerzeichen an der Scheune (bezeichnet 1854) Geschützt nach § 2 DSchG |    |
|      | Hofanlage                              | Schöckingen, Waldstraße 8                                                          | Vor 1564, 1892/1818                             | Giebelständiges verputztes Wohnhaus, Fachwerkscheuer mit Rundbogen-Kellereingang. Hofmauer. 1564 als Widdumhof erwähnt, bezeichnet 1892/1818 Geschützt nach § 2 DSchG |    |